# جورج هويل
جورج هويل (9 يونيو 1822 بسيدني في أستراليا - 18 نوفمبر 1890) (بالإنجليزية: George Howell)‏ هو لاعب كريكت أسترالي.

## وصلات خارجية
- جورج هويل على موقع إي آس بي آن كريك إنفو (الإنجليزية)